# 白鳥奈未
白鳥 奈未（しらとり なみ、1983年3月12日 - ）は、日本の元AV女優。
神奈川県出身。
身長:158cm 、スリーサイズ：B83（Cカップ-70）・W59・H87。血液型:O型。趣味:ショッピング。特技:カラオケ。

## 略歴
2002年にBE TOGETHER（VIP）でAVデビュー。
その年に引退した。

## 人物
- 初体験は中学3年の時に相手はそのとき付き合っていた同じ年の人。[1]
- 経験人数は6人

## 作品

### アダルトビデオ
- BE TOGETHER（2002年8月30日VIP）
- pretty sister（2002年9月27日VIP）
- バス通りでHして（2002年10月24日アトラス21）
- My Sweet Heart（2002年11月22日アトラス21）
- エッチしようよ!（2002年12月24日アトラス21）
- 家庭教師は女子大生 Special 7 （クリスタル映像）